# Slavko Pavešić
Slavko Pavešić (Konjic, 9. lipnja 1912. – Beograd, 9. prosinca 1975.) bio je hrvatski jezikoslovac.

## Životopis
Diplomirao je 1936. godine na Filozofskom fakultetu u Zagrebu, a doktorirao 1960. tezom „Jezik Stjepana Matijevića”. Od 1950. godine bio je zaposlen u Institutu za jezik JAZU.
Sudjelovao je u izradbi Deklaracije o nazivu i položaju hrvatskog književnog jezika (1967.).
Radio je na dovršetku Akademijinog „Rječnika hrvatskoga ili srpskoga jezika”. Umro je za vrijeme skupa o Đuri Daničiću.

## Djela
- Jezični savjetnik s gramatikom (suautor, 1971.)
- Priručna gramatika hrvatskoga književnog jezika (suautor, 1979.)
- Povijesni pregled glasova i oblika hrvatskoga književnog jezika (1991.).[1]

### Mrežna sjedišta
- Pavešić, Slavko. Hrvatska enciklopedija LZMK. Pristupljeno 22. srpnja 2025.